# Новое Мозино
Но́вое Мо́зино — посёлок при станции в Гатчинском муниципальном округе Ленинградской области.

## История
По данным 1966 и 1973 годов посёлок Новое Мозино в списке населённых пунктов Ленинградской области отсутствовал.
По данным 1990 года посёлок Новое Мозино входил в состав Веревского сельсовета.
В 1997 году в посёлке проживали 6 человек, в 2002 году — 6 человек (все русские).
По состоянию на 1 января 2006 года в посёлке насчитывалось 1 домохозяйство, общая численность населения составляла 5 человек, в 2007 году, так же 5 человек.

## География
Посёлок расположен в северной части района у железнодорожной платформы Новое Мозино.
Близ посёлка проходит автодорога 41К-010 (Красное Село — Гатчина — Павловск).
Расстояние до административного центра поселения, деревни Малое Верево — 4 км.

## Демография
| 2006 | 2007 | 2010 | 2017 |
| ---- | ---- | ---- | ---- |
| 5    | →5   | ↘0   | ↗5   |

Согласно данным Всероссийской переписи населения 2021 года в посёлке постоянного населения не было.